# 阿嬤的夢中情人
《阿嬤的夢中情人》 (英語：Forever Love) 是一部由北村豐晴與蕭力修執導的電影，藍正龍、安心亞、天心及王柏傑領銜主演，於2013年2月27日公映。本片主題曲《打電影》獲第50屆金馬獎「最佳原創電影歌曲」提名。

## 故事

### 劇情簡介
在某個狂熱的年代，電影「七號間諜」風光上映。觀眾大排長龍，爭睹隨片登台的萬寶龍風采；當時正陷入創作低潮的劉奇生，偶然邂逅了一個翻進戲院來追星的女孩，蔣美月。美月為了追星，一路蹺家北上卻也誤打誤闖進電影劇組當起了臨時演員；沒多久，奇生便被女孩古靈精怪的個性所吸引；另一方面，他卻無法迴避高傲女明星金月鳳用至情付出的細膩情感……

## 演員介紹

### 主要角色
| 演員   | 角色            | 角色介紹 |
| 藍正龍 | 劉奇生 （年輕） | 1960年代王牌電影編劇。 當紅時手邊同時撰寫高達七本電影劇本，所創作劇本類型廣泛，涵蓋科幻、奇想、愛情、動作、驚悚、間諜，包山包海。私底下個性沉默寡言、不苟言笑，夢想有朝一日可以當上導演，當上導演後卻又馬上被老闆蕭智高給出賣，因此被以違反票據法的名義逮捕並判處四年的徒刑。自稱因為遇見了蔣美月才開始懂得怎麼笑。 |
| 安心亞 | 蔣美月 （年輕） | 從鄉下北上追星的眷村女孩。 爭睹萬寶龍的巨星風采企圖翻牆潛入戲院，因而與心不甘情不願參加宣傳活動的電影編劇劉奇生相遇，劉奇生自此一見鍾情。巧的是原以為不會再見面的美月竟然參加了劉奇生擔任評審的演員訓練班徵選，原來，因為巨星萬寶龍而愛上電影的美月，畢生最大的夢想就是成為一個偉大的演員。也因為名字姓蔣（與時任總統蔣中正同姓）而錄取了。不久美月就成為了奇生電影固定的演員班底，甚至取代當紅女星金月鳳成為電影女主角，無奈突如其來的人禍，讓身為導演的奇生面臨牢獄之災，一切夢想就此隨風而去。 |
| 王柏傑 | 萬寶龍          | 1960年代的台語電影巨星。 雖然為台語演員，實際上卻是外省出身，不懂半句台語，連台詞都是用國語重複「一二三」等數字代替台語，事後再請配音員配音。打從出道以來就單靠一張帥臉和一個招牌笑容打遍天下成為票房保證，也是當時女生們心目中唯一的夢中情人和偶像，和人氣女星金月鳳組成金牌搭檔，也是觀眾心目中唯一的銀幕情侶。 |
| 天 心  | 金月鳳          | 1960年代的影壇女神。 地位好比九零年代的張曼玉。和萬寶龍不同的是，金月鳳的演技、專業素養顯然要好得多，事實上，金月鳳和萬寶龍的相處也僅止於表面上、銀幕前，對於萬寶龍的一切，金月鳳既不耐且厭煩，「銀幕情侶」一詞對她而言更是毫無意義，原因除了萬寶龍本身的自戀和一無是處之外，更重要的是，金月鳳心裡唯一掛念著的，就只有那個永遠不會愛她的編劇劉奇生。 |

### 其他角色
| 演員            | 角色            | 角色介紹 |
| 龍劭華          | 劉奇生 （老年） | 老年則是一個樂於接受挑戰、實現夢想、與孫女打打鬧鬧的老頑童，最近才因為競飆自行車而摔入田間住院，孫女小婕（李亦捷）則是因為前來來探望他，祖孫間才開啟了這一段關於當年「台灣好萊塢」的傳奇故事話題。與此同時，心愛的妻子也正面臨了「六親不認」的老年失憶症，只為了喚回妻子的記憶，奇生早已用盡一切辦法了。 |
| 海蓉            | 蔣美月 （老年） | 老年的美月年近七十，患有不輕的老年失憶症，總是自稱女明星金月鳳，等著心上人萬寶龍前來營救她。 |
| 廖 峻           | 蕭智高          | 蕭智高是智高電影公司老闆，辦公室後掛著"智高八斗"的招牌，因此諧音是"蕭豬哥(台語)"「好色」，並非他唯一的代名詞，事實上，蕭智高是個一流電影人，看人、看片都神準無比，他本身就是個票房的保證，無奈台語片敗相已露，即便是大名鼎鼎的蕭智高也面臨苦無贊助，和搞起下三濫低級置入行銷戰術的局面，那逼得金月鳳這種大明星都得犧牲色相配合大環境的潮流之下，昔日的大亨終究落得欺騙菜鳥導演劉奇生簽下詐騙本票一途，也害得天真的劉奇生苦吞無妄的牢獄之災。蕭智高，可能是本片唯一的「小壞蛋」，然而宏觀而言，蕭智高就是整段台語片興衰史的縮影，一切的歡笑到辛酸、偉大到扭曲、繁華到崩解，都在他身上一覽無遺。 |
| 澎 彭           | 澎 姐           | 蕭智高雖不願承認，卻千真萬確是她的青梅竹馬，也是電影公司唯一的造型師，從妝到髮包辦一切，生性樂觀不計較，之所以吃電影這行飯的目的就只為了嚴加看管蕭智高這頭「肖豬哥」成天的樂趣就是在片場緝拿蕭智高偷看女明星更衣。 |
| 侯彥西          | 白 漆           | 劉奇生當年的換帖兄弟，負責照料劇組人員的生活起居和拍攝現場的大小雜務。當多年後與出獄的劉奇生重逢後，一句：「現在的人，不是躲在家裡看彩色電視，就是出門看國語電影。」道盡了當年所有台語電影從業人員的心聲，也是最真實的寫照。 |
| 李亦捷          | 小 婕           | 劉奇生孫女。 從小在阿公經營的老戲院看電影，老是聽劉奇生說著難以置信的「電影人生」，總覺得阿公是在吹牛，但阿公所訴說的一切人、事、物，卻是如此地真實、如此地似曾相識，然而對於阿公阿嬤當年的相識相戀，阿公不曾提起，小婕倒也未曾懷疑。從阿公所說的故事中，小婕終於有如身歷其境，促使後來召集大批網友合力將當年阿公阿嬤未能完成的電影「七號間諜續集之為愛奔月」重新剪輯，完成四十年前阿公當上導演、阿嬤成為大明星的夢想，更意外地喚醒了阿嬤沉睡的記憶，讓阿公阿嬤的愛情故事延續下去，並和當年一樣有了一個最完美的結局。                                                                          |
| 北村豐晴        | 黑 輪           | 美術製作。 一手包辦電影背景道具的製作工作。 |
| 陳炳楠 （脫線） | 李 久           | 智高電影公司導演。 雖然指導多部電影，但是對老闆蕭智高的行事風格相當不以為然。相當看好劉奇生，並鼓勵他繼續努力，期望他能拍出一部大家都會想來看的電影。 |
| 黃采儀          | 愛 美           | 小婕之母。 對於母親罹患失智症感到相當苦惱。 |

### 友情客串
| 演員     | 角色         | 角色介紹                             |
| 自由發揮 | 戲院主持人   | 好萊塢大戲院新戲首映會的主持人       |
| 小甜甜   | 女記者       | 負責採訪懷舊老電影首映會的電視台記者 |
| 林志儒   | 戲院老闆     | 好萊塢大戲院老闆                     |
| 加藤侑紀 | 電影公司人員 | 負責面試演員的電影公司人員           |
| 鄧安寧   | 西餐廳老闆   | 萬寶龍與蔣美月所去的西餐廳老闆       |
| 胡婷婷   | 胡莉莉       | 負責面試演員的電影公司人員           |

## 發行

### 電視播出
2013年8月4日，東森電影台在當日21:00獨家播出《阿嬤的夢中情人》（首播）。

## 爭議事件
《阿嬤的夢中情人》上映十年後，2023年7月18日，曾擔任本片的某劇組實習生，藉紀錄片《九槍》導演蔡崇隆臉書控訴，2012年拍攝期間，遭本片攝影師周宜賢，在殺青酒後帶到賓館性侵，並踢爆導演北村豐晴濫用職權，對實習生性騷擾。當事人除在網路控訴外，已正式向2人提告。北村豐晴隨即發聲道歉。

## 票房
台灣票房2000萬元新台幣
中國票房225萬元新台幣。

## 獎項
| 主辦單位         | 獎項             | 受獎者                                                | 階段／結果 |
| ---------------- | ---------------- | ----------------------------------------------------- | ---------- |
| 第50屆金馬獎     | 最佳原創電影歌曲 | 《打電影》 詞：阿弟仔 曲：阿弟仔、廖偉傑 唱：自由發揮 | 提名       |
| 2013年台北電影節 | 最佳編劇         | 林真豪                                                | 獲獎       |

## 外部連結
- 官方網站
- 阿嬤的夢中情人的Facebook專頁
- 台湾版《艺术家》 （页面存档备份，存于）
- Yahoo奇摩電影上《阿嬤的夢中情人》的資料（繁體中文）
- MSN娛樂上《阿嬤的夢中情人》的資料（繁體中文）

- 開眼電影網上《阿嬤的夢中情人》的資料（繁體中文）
- 豆瓣电影上《阿嬤的夢中情人》的資料 （简体中文）
- 时光网上《阿嬤的夢中情人》的資料（简体中文）
- AllMovie上《阿嬤的夢中情人》的资料（英文）
- 香港影庫上《阿嬤的夢中情人》的資料（繁體中文）
- 互联网电影数据库（IMDb）上《阿嬤的夢中情人》的资料（英文）

## 引用
1. ↑  阿嬤的夢中情人的Facebook專頁. . 2012-10-11  [2013-10-03]. （原始内容存档于2017-03-15）.
2. ↑  .   [2013-09-01]. （原始内容存档于2017-03-08）.
3. ↑  .   [2023-07-19]. （原始内容存档于2023-07-19）.
4. ↑  . Yahoo News. 2023-07-20  [2023-07-20]. （原始内容存档于2023-07-20） （中文）.
5. ↑  女神安心亞慘變賠錢貨　被爆搞排場、人緣差！ （页面存档备份，存于），ETtoday新聞，2013年04月24日
6. ↑  台北戲院票房 （页面存档备份，存于），統計日期：2013/03/23
7. ↑  鬼片回魂？回顧台灣鬼片起落 （页面存档备份，存于）,2015.11.30 娛樂重擊